# Atriplex polycarpa
Atriplex polycarpa (Torr.) S.Watson è una pianta della famiglia Amaranthaceae.

## Distribuzione e habitat
L'areale di questa specie si estende dagli Stati Uniti sud-occidentali (Arizona, California, Nevada, Utah) al Messico settentrionale.